# Cenochromyia tripars
Cenochromyia tripars är en tvåvingeart som först beskrevs av Walker 1861.  Cenochromyia tripars ingår i släktet Cenochromyia och familjen rovflugor. Inga underarter finns listade i Catalogue of Life.